# العلاقات الفلبينية البوروندية
العلاقات الفلبينية البوروندية هي العلاقات الثنائية التي تجمع بين الفلبين وبوروندي.

## مقارنة بين البلدين
هذه مقارنة عامة ومرجعية للدولتين:
| وجه المقارنة                                              | الفلبين                       | بوروندي                                    |
| --------------------------------------------------------- | ----------------------------- | ------------------------------------------ |
| المساحة (كم2)                                             | 343.45 ألف                    | 27.83 ألف                                  |
| عدد السكان (نسمة)                                         | 104.92 مليون                  | 10.86 مليون                                |
| الكثافة السكانية (ن./كم²)                                 | 305.49                        | 390.23                                     |
| العاصمة                                                   | مانيلا                        | بوجومبورا، جيتيغا                          |
| اللغة الرسمية                                             | اللغة الفلبينية، لغة إنجليزية | اللغة الكيروندية، لغة فرنسية، لغة إنجليزية |
| العملة                                                    | بيسو فلبيني                   | فرنك بوروندي                               |
| الناتج المحلي الإجمالي (بليون دولار)                      | 313.60 مليار                  | 3.48 مليار                                 |
| الناتج المحلي الإجمالي (تعادل القوة الشرائية) بليون دولار | 743.90 مليار                  | 8.13 مليار                                 |
| الناتج المحلي الإجمالي الاسمي للفرد دولار أمريكي          | 2.90 ألف                      | 277                                        |
| الناتج المحلي الإجمالي للفرد دولار أمريكي                 | 7.39 ألف                      | 77                                         |
| مؤشر التنمية البشرية                                      | 0.668                         | 0.400                                      |
| رمز المكالمات الدولي                                      | +63                           | +257                                       |
| رمز الإنترنت                                              | .ph                           | .bi                                        |
| المنطقة الزمنية                                           | توقيت الفلبين                 | ت ع م+02:00                                |

## منظمات دولية مشتركة
يشترك البلدان في عضوية مجموعة من المنظمات الدولية، منها:
| علم المنظمة | اسم المنظمة                               | تاريخ انضمام الفلبين | تاريخ انضمام بوروندي |
| ----------- | ----------------------------------------- | -------------------- | -------------------- |
|             | مؤسسة التنمية الدولية                     | 28 أكتوبر 1960       | 28 سبتمبر 1963       |
|             | يونسكو                                    | 21 نوفمبر 1946       | 16 نوفمبر 1962       |
|             | وكالة ضمان الاستثمار متعدد الأطراف        | 8 فبراير 1994        | 10 مارس 1998         |
|             | الأمم المتحدة                             | 24 أكتوبر 1945       | 18 سبتمبر 1962       |
|             | الاتحاد البريدي العالمي                   | ?                    | ?                    |
|             | البنك الدولي للإنشاء والتعمير             | 27 ديسمبر 1945       | 28 سبتمبر 1963       |
|             | الاتحاد الدولي للاتصالات                  | 25 مايو 1912         | 16 فبراير 1963       |
|             | منظمة حظر الأسلحة الكيميائية              | ?                    | ?                    |
|             | مؤسسة التمويل الدولية                     | 12 أغسطس 1957        | 28 نوفمبر 1979       |
|             | المركز الدولي لتسوية المنازعات الاستشارية | 17 ديسمبر 1978       | 5 ديسمبر 1969        |
|             | منظمة التجارة العالمية                    | 1995                 | 23 يوليو 1995        |
|             | منظمة الشرطة الجنائية الدولية             | ?                    | ?                    |

## وصلات خارجية
- موقع وزارة الخارجية الفلبينية